# Альдеа-Реаль
Альдеа-Реаль (ісп. Aldea Real) — муніципалітет в Іспанії, у складі автономної спільноти Кастилія-і-Леон, у провінції Сеговія. Населення — 353 особи (2010).
Муніципалітет розташований на відстані близько 95 км на північний захід від Мадрида, 26 км на північ від Сеговії.

## Демографія
Динаміка населення (INE ):